# Polyimidová vlákna

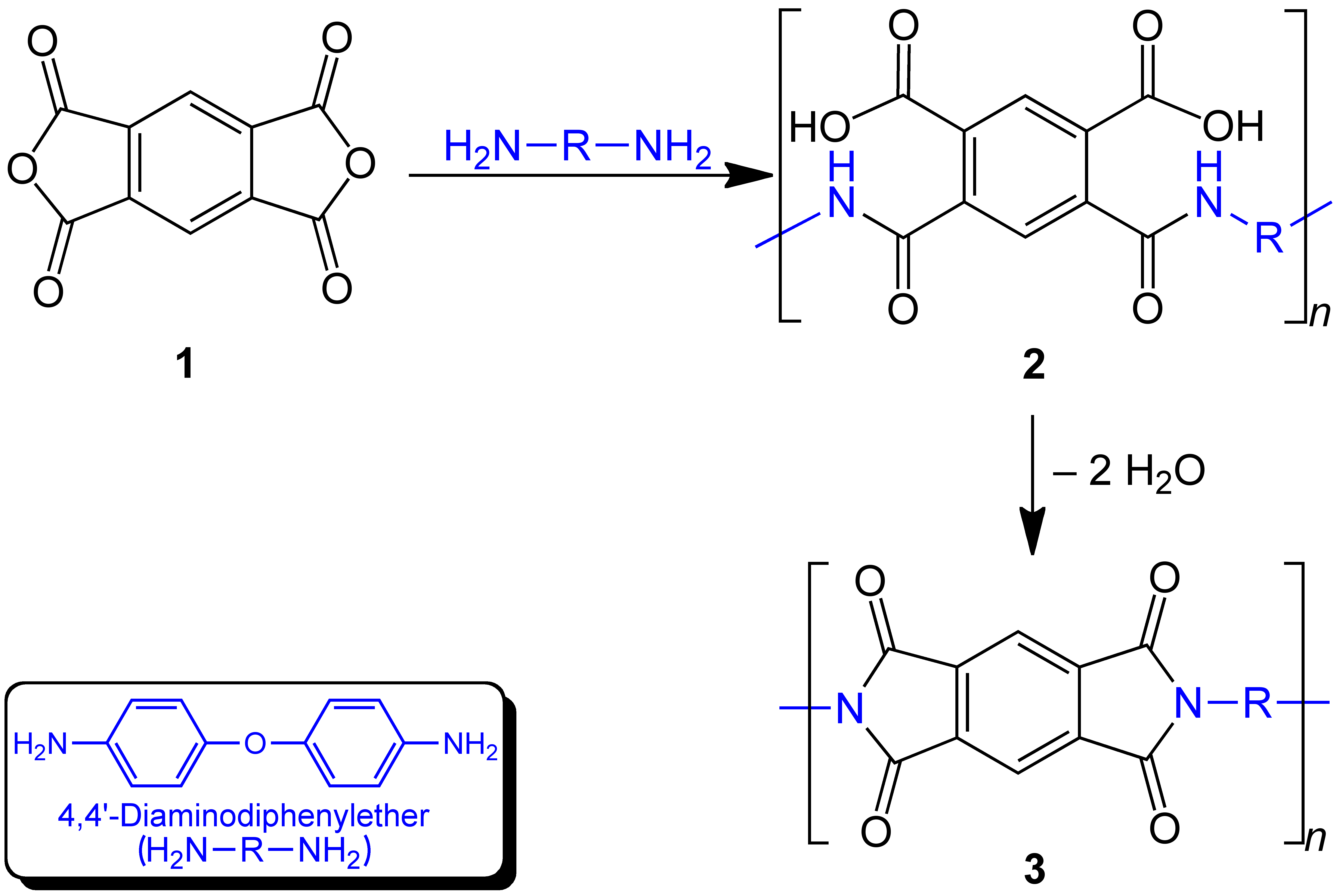
Schéma chemického procesu vzniku polyimidu

Polyimidová vlákna (mezinárodní zkratka PI) jsou 
syntetické výrobky z polymerních materiálů, které obsahují v molekulárním řetězci  imidový prstenec. Vedle základní formy (např. vlákno P84, struktura chemické vazby na nákresu vpravo) se přiřazují k polyimidům její modifikace:  polyetherimidová (PEI) a polyamidimidová vlákna (PAI).

## Historie
S pokusnou výrobou polyimidů (zejména fólie se značkou Kapton®) začala firma DuPont v 60. letech 20. století. K nejstarší průmyslově vyráběným PI vláknům patří francouzský Kermel z roku 1972 (s roční výrobou do 2000 tun) a P84 od rakouské Lenzing AG z roku 1980. Asi od roku 2000 se vyrábí cca 1000 tun ročně PI vláken (Suplon®,  suchým zvlákňováním) také v Číně.
Výnos z celosvětového prodeje PI vláken dosáhl v roce 2017 280 milionů USD (cca 60 USD/kg), do roku 2026 se počítá se zvýšením na 434 miliony. Podrobné údaje o vývoji na trhu s PI vlákny se dají získat z každoročních studií za cca 4 900 USD.

## Způsob výroby
Polyimidy se zpracovávají mokrým, suchým i tavným zvlákňováním.
K výrobě vlákna v průmyslovém měřítku se používá tzv. dvoustupňová metoda. Princip: Extruze roztoku PAA  do koagulační lázně a přeměna na PI vlákno tepelnou nebo chemickou imidizací (při 390° C). Vlákno se dá dloužit maximálně 2,13 násobně.
Jednostupňová metoda (původně používaná syntéza polykondenzací přímo z rozpustného polyimidu) umožňuje až 10 násobné dloužení a tím podstatně vyšší pevnost vlákna, ale k průmyslové výrobě se nepoužívá, protože možnosti použití ekologicky přijatelných rozpouštědel jsou velmi omezené.
K výrobnímu sortimentu patří:
- multifilamenty 200–11000 dtex
- staplová vlákna o jemnosti 1,7–3,3 dtex
- sekaná vlákna[9]

## Vlastnosti vlákna
Hustota 1,41 g/cm³, pevnost 34–38 cN/tex, tažnost 33–38 %, LOI 36–38, odolnost proti vysokým teplotám (tepelný rozklad 560 °C, dlouhodobě do 260 °C), odolnost proti chemikáliím (obzvlášť proti kyselinám, méně proti bázickým látkám), lalokovitý průřez dává vláknům vysokou objemnost.

## Použití
- ochranné oděvy, těsnění,[10]
- filtrace horkých plynů,[11]
- (pokusně) membrány k chirurgickým účelům[12]